# 陈书同
陈书同（1909年—1969年），男，江苏涟水人，中华人民共和国政治人物，曾任中共江苏省委财贸部部长、省委常委兼江苏省人民委员会副省长。